# Reli Korzika
Reli Korzika ili Tour de Corse je reli utrka koja je prvi puta održana 1956. na otoku Korzici. 
Trenutačno (2007.) je jedna od utrka koja se boduje za Svjetsko prvenstvo u reliju (engl. WRC). Naziv "Tour de Corse" odnosi se na same početke utrke kada se je odvijala oko otoka. U današnje doba utrka se održava na cestama u okolici Ajaccio. Podloga relija je asfalt i poznat je kao "reli 10.000 zavoja", zbog zavojitih planinskih cesta.  
Na ovoj utrci dogodilo se i nekoliko tragedija. Henri Toivonen, Sergio Cresto i Attilio Bettega preminuli su na ovoj utrci 1985. i 1986.
Prvi reli osvojila je belgijska vozačica Gilberte Thirion u automobilu Renault Dauphine. Vozači s najviše uspjeha na ovom reliju su: Bernard Darniche (1970., 1975., 1977., 1978., 1979. i 1981.) i Didier Auriol (1988., 1989., 1990., 1992., 1994., 1995.). 

## Pobjednici

### Višestruki pobjednici (vozači)
Podebljani vozači su i dalje aktivni u natjecanju svjetskog reli prvenstva.
| Pobjede | Vozač            | Pobjednička godina                       |
| ------- | ---------------- | ---------------------------------------- |
| 6       | Didier Auriol    | 1988., 1989., 1990., 1992., 1994., 1995. |
| 5       | Bernard Darniche | 1975., 1977., 1978., 1979., 1981.        |
| 4       | Sébastien Loeb   | 2005., 2006., 2007., 2008.               |
| 2       | Jean Ragnotti    | 1982., 1985.                             |
| 2       | Markku Alén      | 1983., 1984.                             |
| 2       | Colin McRae      | 1997., 1998.                             |
| 2       | Gilles Panizzi   | 2000., 2002.                             |
| 2       | Sébastien Ogier  | 2016., 2018.                             |
| 2       | Thierry Neuville | 2017., 2019.                             |

### Višestruki pobjednici (proizvođači)
Podebljani proizvođači su i dalje aktivni u natjecanju svjetskog reli prvenstva.
| Pobjede | Proizvođač | Pobjednička godina                                                   |
| ------- | ---------- | -------------------------------------------------------------------- |
| 10      | Lancia     | 1974., 1975., 1976., 1979., 1981., 1983., 1984., 1989., 1990., 1992. |
| 6       | Citroën    | 1999., 2001., 2005., 2006., 2007., 2008.                             |
| 4       | Ford       | 1988., 1993., 2004., 2018.                                           |
| 3       | Peugeot    | 1986., 2000., 2002.                                                  |
| 3       | Toyota     | 1991., 1994., 1995.                                                  |
| 3       | Subaru     | 1997., 1998., 2003.                                                  |
| 2       | Fiat       | 1977., 1978.                                                         |
| 2       | Renault    | 1982., 1985.                                                         |
| 2       | Volkswagen | 2015., 2016.                                                         |
| 2       | Hyundai    | 2017., 2019.                                                         |

### Pobjednici po godinama
| Godina        | Vozač               | Automobil                       |
| ------------- | ------------------- | ------------------------------- |
| 1973.         | Jean-Pierre Nicolas | Renault-Alpine A110 1800        |
| 1974.         | Jean-Claude Andruet | Lancia Stratos HF HF            |
| 1975.         | Bernard Darniche    | Lancia Stratos HF               |
| 1976.         | Sandro Munari       | Lancia Stratos HF               |
| 1977.         | Bernard Darniche    | Fiat 131 Abarth                 |
| 1978.         | Bernard Darniche    | Fiat 131 Abarth                 |
| 1979.         | Bernard Darniche    | Lancia Stratos HF               |
| 1980.         | Jean-Luc Thérier    | Porsche 911                     |
| 1981.         | Bernard Darniche    | Lancia Stratos HF               |
| 1982.         | Jean Ragnotti       | Renault 5 Turbo                 |
| 1983.         | Markku Alén         | Lancia Rally 037                |
| 1984.         | Markku Alén         | Lancia Rally 037 evo            |
| 1985.         | Jean Ragnotti       | Renault 5 Maxi Turbo            |
| 1986.         | Bruno Saby          | Peugeot 205 Turbo 16 E2         |
| 1987.         | Bernard Béguin      | BMW M3                          |
| 1988.         | Didier Auriol       | Ford Sierra RS Cosworth         |
| 1989.         | Didier Auriol       | Lancia Delta Integrale          |
| 1990.         | Didier Auriol       | Lancia Delta HF Integrale 16v   |
| 1991.         | Carlos Sainz        | Toyota Celica GT-4 (ST165)      |
| 1992.         | Didier Auriol       | Lancia Delta HF Integrale       |
| 1993.         | François Delecour   | Ford Escort RS Cosworth         |
| 1994.         | Didier Auriol       | Toyota Celica Turbo 4WD (ST185) |
| 1995.         | Didier Auriol       | Toyota Celica GT-Four (ST205)   |
| 1996.         | Nije održan         | Nije održan                     |
| 1997.         | Colin McRae         | Subaru Impreza WRC97            |
| 1998.         | Colin McRae         | Subaru Impreza WRC98            |
| 1999.         | Philippe Bugalski   | Citroën Xsara Kit Car           |
| 2000.         | Gilles Panizzi      | Peugeot 206WRC (2000)           |
| 2001.         | Jesús Puras         | Citroën Xsara WRC               |
| 2002.         | Gilles Panizzi      | Peugeot 206WRC (2001)           |
| 2003.         | Petter Solberg      | Subaru Impreza WRC2003          |
| 2004.         | Markko Martin       | Ford Focus RS WRC 04            |
| 2005.         | Sébastien Loeb      | Citroën Xsara WRC               |
| 2006.         | Sébastien Loeb      | Citroën Xsara WRC               |
| 2007.         | Sébastien Loeb      | Citroën C4 WRC                  |
| 2008.         | Sébastien Loeb      | Citroën C4 WRC                  |
| 2009. - 2014. | Nije održan         | Nije održan                     |
| 2015.         | Jari-Matti Latvala  | Volkswagen Polo R WRC           |
| 2016.         | Sébastien Ogier     | Volkswagen Polo R WRC           |
| 2017.         | Thierry Neuville    | Hyundai i20 Coupe WRC           |
| 2018.         | Sébastien Ogier     | Ford Fiesta RS WRC 2017         |
| 2019.         | Thierry Neuville    | Hyundai i20 Coupe WRC           |